# SIC Radical
SIC Radical es una cadena de televisión portuguesa que emite en la televisión por cable y por satélite, propiedad de Sociedade Independente de Comunicaçao.
Es una cadena de entretenimiento orientada a un público juvenil. SIC Radical emite una programación basada en series de ciencia ficción, anime, sitcoms, programas eróticos y talk-shows, siendo destacable el icónico programa "Curto Circuito". También emite algunos programas de la televisión británica y de la estadounidense y retransmite en directo festivales musicales importantes en Portugal.
En mayo de 2016, SIC Radical comenzó sus emisiones en Alta Definición durante la emisión del Rock in Rio Lisboa.

## Programas en emisión

### Shows televisivos
- Curto Circuito
- Very Typical

### Series
- Anthony Bourdain: No Reservations
- Balls of Steel
- Baywatch
- Bizarre foods
- Boomtown
- Cathouse
- Commercial Breakdown
- Criss Angel Mindfreak
- Dark Angel
- Doctor Who
- Face Off
- Family Guy
- Físico ou Química
- Hell's Kitchen
- How Not to Live Your Life
- Life as We Know It
- MANswers
- Man v. Food
- Merlin
- Monkey Dust
- Odyssey 5
- Point Pleasant
- Pulling
- Seinfeld
- Sexcetera
- Sliders
- South Park
- Testees
- The Amazing Race
- The Apprentice
- The Cult
- The F Word
- The Jon Dore Television Show
- The King of Queens
- Torchwood
- Unbeatable Banzuke
- Undercover Boss
- Winners & Losers

### Animes
- Basilisk
- Bleach
- Burst Angel
- Chrono Crusade
- Cowboy Bebop
- Darker than black
- Desert Punk
- Death Note
- Dragon Ball*
- Dragon Ball Z*
- Dragon Ball GT*
- Dragon Ball Kai
- Dragon Ball Super*
- Excel Saga
- Fairy Tail*
- Fullmetal Alchemist
- Fullmetal Alchemist: Brotherhood
- Fullmetal Alchemist: Conquistador de Shamballa
- Gad Guard
- Golden Boy
- Ghost in the Shell: Stand Alone Complex
- Haikyū!!*
- Hellsing
- Kiddy Grade
- Last Exile
- La Vision of Escaflowne
- Najica Blitz Tactics
- Naruto
- Naruto Shippuden
- Neon Genesis Evangelion
- Noir
- One Piece**
- Outlaw Star
- RahXephon
- Soul Taker
- Trigun
- Trinity Blood
- Urusei Yatsura
- Wolverine
- Zaion

(*) Indica los animes emitidos con doblaje portugués

(**) Indica los animes emitidos con doblaje portugués y más tarde en japonés con subtítulos en portugués

### Deportes
- Bellator MMA
- WWE Raw
- WWE SmackDown
- The WWE Experience

### Festivales musicales
- Rock in Rio Lisboa
- Super Bock Super Rock

### Talk-shows
- The Tonight Show Starring Jimmy Fallon
- Late Show with Stephen Colbert